# O Patrão Nosso de Cada Dia
"O Patrão Nosso de Cada Dia" é uma canção de autoria de João Ricardo, lançada no ano de 1973 no álbum de estreia homônimo do grupo brasileiro Secos & Molhados.

## Canção
A letra da canção é o poema homônimo do poeta português Fernando Pessoa, musicado pelo compositor principal do grupo, João Ricardo, que também é violonista e vocalista. Foi uma das canções de destaque do disco de estreia. A canção possui uma melodia melancólica, com solos de flauta de Sérgio Rosadas. A gravação da canção se deu no Estúdio Prova, em São Paulo.

## Interpretação Lírica
O título era chamativo para uma época de extrema censura. João Ricardo faz um trocadilho a prece "Pai Nosso", transmitindo o cumprimento religioso do empregado a seu patrão, comprovado nos versos "Eu vivo preso à sua senha, sou enganado" e "Eu solto o ar no fim do dia, perdi a vida". A canção traz no início e no fim, o som de sinos, que representam o horário de entrada e saída dos trabalhadores de seus trabalhos..

## Outras Versões
- Toni Garrido, vocalista da banda de reggae Cidade Negra, gravou uma versão desta canção no álbum de 2003 para o álbum Assim Assado - Tributo ao Secos e Molhados que comemorava os 30 anos do Secos e Molhados.[4]